# ハレルヤ (宝塚歌劇)
『ハレルヤ』は宝塚歌劇団によって制作された作品。月組公演。

## 宝塚大劇場公演
参考文献は宝塚60年史別冊。
1971年12月2日から12月26日（11日・12日は愛読者大会のため公演なし）
形式名は「ファンタスティック・ショー」。18場。
併演は『ゴールド・ヒル』。

### スタッフ
- 作・演出：草野旦
- 作曲・編曲：寺田瀧雄・入江薫・吉崎憲治
- 音楽指揮・合唱指導・歌唱指導：橋本和明
- 振付：喜多弘・司このみ
- 装置：大橋泰弘
- 衣装：任田幾英
- 照明：万波一重
- 効果：川ノ上智洋
- 音響監督：松永浩志
- 演出補：岡田敬二
- 演出助手：村上信夫
- 制作：平松悟

### 主な配役
- 愛の神、コック：古城都
- 歌手、少女：初風諄
- コロス：笹潤子
- アダム：榛名由梨
- イブ：千草美景
- 歌手、少年：大滝子

## 東京宝塚劇場
参考文献は宝塚90年史別冊。
1972年6月3日 - 6月28日。
主なスタッフは草野旦
併演は『さらばマドレーヌ』。